# Charles Bally
Charles Bally (Ginebra, 4 de febrero de 1865 - íd., 10 de abril de 1947) fue un lingüista suizo, de lengua francesa.

## Biografía
Charles Bally era hijo de Jean Gabriel Bally, un profesor y Henriette, quien regentaba una tienda de ropa. Bally se casó en tres ocasiones, con Valentine Leirens, Irma Baptistine Doutre, internada en una institución psiquiátrica en 1915 y, finalmente con Alice Bellicot.
De 1883 a 1885 estudió Filología Clásica y literatura en su Ginebra natal, para luego continuar sus estudios de 1886 a 1889 en Berlín, donde se doctoró. Una vez acabados sus estudios trabajó como profesor privado de la familia real griega durante cuatro años, desde 1889 a 1893. Tras esto, volvió a Ginebra, para enseñar en una escuela de negocios desde 1893. Al mismo tiempo trabajó como profesor en la universidad entre 1893 y 1913. Más tarde, de 1913 a 1939, enseñó en el Progymnasium, una escuela de gramática. Finalmente heredó la cátedra que había sido de Ferdinand de Saussure y enseñó en la universidad Lingüística general y Lingüística comparada indo-germánica.
Uno de los hechos por los que es recordado Bally es por ser uno de los transmisores de las enseñanzas de Ferdinand de Saussure, publicando póstumamente los apuntes del profesor en el Curso de Lingüística general.
Además de sus trabajos sobre la subjetividad en la lengua francesa, también escribió sobre la crisis del francés y las diferencias y clases de lenguas. Hoy en día es recordado como una de las figuras claves en el nacimiento del estructuralismo, así como por ser el fundador de la estilística moderna. Además, destacan sus teorías sobre la fraseología y sus trabajos sobre la función expresiva de los signos.
A partir de la dicotomía saussureana entre lengua y habla, Charles Bally entrevé la posibilidad de una triple estilística: general, colectiva o individual. Él se centra en la colectiva, ya que la primera suponía unas dificultades insalvables y la tercera atiende al “habla” individual, quedando de este modo excluida del objeto de la lingüística.

## Obra
- Tratado de estilística francesa (1909)
- Le Langage et la Vie (1913)
- La pensée et la langue, Boletín de la société linguistique de París 22-23 (1922)
- La Crise du français, notre langue maternelle à l'école (1930)
- Lingüística general y lingüística francesa (1932).